# Tetrarcha
Tetrarcha (z gr. tettares – cztery, archo – rządzę) – tytuł nadawany w starożytności władcy tetrarchii.
W okresie cesarstwa Rzymianie stosowali ten tytuł także w odniesieniu do panujących w mniejszych państwach azjatyckich – np. tetrarcha Herod Antypas.